# Dysdera valentina
Dysdera valentina este o specie de păianjeni din genul Dysdera, familia Dysderidae, descrisă de Ignacio Ribera în anul 2004.
Este endemică în Spania. Conform Catalogue of Life specia Dysdera valentina nu are subspecii cunoscute.